# Эсхати
Эсха́ти (греч. Εσχάτη «последний») — необитаемый скалистый остров в Греции, в Эгейском море к юго-западу от Тиры. Относится к группе островов Христиана в архипелаге Киклады. Входит в сообщество Тиру в общине (диме) Тире в периферийной единице Тире в периферии Южных Эгейских островах. Наивысшая точка 23 метра над уровнем моря.
Эсхати — последний остров в группе из трёх островов. К северо-западу в трех километрах находится Христиани, в двух километрах — Асканья.